# Skippy der Buschpilot
Skippy der Buschpilot ist eine australische Zeichentrickserie aus dem Jahr 1998. Es wurden 26 Folgen mit je 24 Minuten Länge produziert. Die Serie wurde von Yoram Gross produziert, der unter anderem auch die Serie Blinky Bill erfunden und produziert hat.

## Handlung
Nachdem Aegidius Plato, der senile Bürgermeister von Bushtown, zu alt geworden ist, lässt er eine Neuwahl zu. Kroko, ein Müllmann aus Bushtown, wird aufgrund eines Fehlers zum Nachfolger des Bürgermeisters bestimmt. Zusammen mit seinen Freunden aus der Müllanlage setzt sich Kroko in der luxuriösen Villa des Bürgermeisters fest. Der verhasste Kroko wird also fortan in Bushtown das Sagen haben. Durch Korruption und Niedertracht hat Kroko schon bald ganz Bushtown in seinen Klauen. Während er sich nach außen hin mit scheinheiligen, aber glaubwürdigen Methoden beliebter machen will, hat er insgeheim nur die eigene Bereicherung im Kopf. Unter anderem wäscht er Geld, bestiehlt die Vögel und baut illegale Staudämme. Skippy, der Buschpilot und seine Freunde können mit viel Einfallsreichtum die Pläne von Kroko, seiner Frau Ottilie und seinen Handlangern immer wieder durchkreuzen. Allerdings sind da auch noch die Menschen, gegen die sich Skippy behaupten muss. Zum Glück schafft es Skippy meist, Bushtown zu retten.
Bushtown hat etwa die Größe Sydneys und wird von Millionen intelligenten Wesen bewohnt. Die meisten unter den Säugetieren sind die Kängurus. Bei den Reptilien machen die Krokodile die größte Zahl aus, die meisten Einwohner von Bushtown sind allerdings Vögel. Die Stadt dehnt sich nach Skippys Erklärung immer weiter aus.

## Die Figuren
- Skippy ist ein Basecap tragendes Känguru, das stets hilfsbereit und vor allem klug ist. Sein Beruf ist eigentlich Parkranger im Nationalpark von Bushtown, doch er übt noch andere Berufe aus, wenn es darum geht, den Bewohnern von Bushtown zu helfen. Zusammen mit seinen Freunden durchkreuzt er die Pläne des hinterhältigen Bürgermeisters Kroko. Am Ende einer jeden Folge zwinkert er mit dem rechten Auge, hebt den Daumen nach oben und sagt: "Super." Als Running Gag gelingt es ihm aufgrund äußerer Umstände fast nie, seinen Hubschrauber richtig zu landen.

- Mathilda ist eine hübsche Känguru-Dame und Skippys Freundin. Sie ist Journalistin bei Bushtown-TV und produziert die Nachrichtensendung und -Show Guten Abend, Bushtown. Auch sie ist sehr einfallsreich, wenn es darum geht, mit Skippy Krokos Pläne zu verhindern.

- Pos ist eine Bürstenschwaz-Possum. Er bedient die Kamera in Mathildas TV-Team. Er ist immer zur Stelle, wenn Kroko wieder einmal in ein Fettnäpfchen tritt und sich dann vor laufender Kamera irgendwie herausreden muss. Er spricht sehr selten in der gesamten Serie, was sich zum Running Gag entwickelt.

- Bobo ist ein Wombat und zuständig für die Technik im Studio von Mathilda. Auch er ist immer bereit, um Kroko zu stoppen. Über ihn ist wenig bekannt. Er ist schon seit vielen Jahren ein sehr guter Freund von Skippy.

- Professor MacZweistein ist ein Kranich, und der einzige Wissenschaftler von Bushtown. Seine Erfindungen werden gerne von Kroko missbraucht, doch er schafft es, so manches hilfreiche Mittelchen für Skippy zu produzieren. Er ist zweifellos genial und scheint auch eine Ader für Medizin und Philosophie zu haben. Er lebt in einem Haus, das wie eine riesige Baumnuss aussieht.

- Fräulein Emma ist die liebenswürdige Haushälterin in Professor McZweisteins Haus. Sie hat manchen guten Tipp parat, der Skippy weiterhilft. Sie ist bekennende Monarchistin.

- Kroko ist ein hinterhältiges Krokodil und der zu Unrecht gewählte Bürgermeister von Bushtown. Er schmiedet immer wieder aufs Neue Pläne, um sich zu bereichern. Zusammen mit seinen drei Handlangern heckt er Pläne aus, die eigentlich klappen müssten, wäre da nicht Skippy ...

- Ottilie ist die Frau von Bürgermeister Kroko. Sie ist machtsüchtig und möchte immer gern im Rampenlicht stehen. Mathilda ist ihr ein Dorn im Auge, da Mathilda es immer wieder schafft, Ottilie ins rechte Licht zu rücken, das heißt, sie schlecht dastehen zu lassen. Ottilie ist außerdem nahezu süchtig nach Luxus, Reichtum und grenzenloser politischer Macht.

- Drücker, Schieber und Kerber sind die drei Handlanger von Kroko. Drücker ist ein Gnu, Schieber ein Warzenschwein mit Chauffeursmütze und Handschuhen, und Kerber eine Ratte, die als Chauffeur arbeitet. Sie sind diejenigen, die Krokos Pläne ausführen müssen und mit ihrer Schusseligkeit so manches vermasseln.

## Episoden
| Episode | Deutscher Titel                  | Deutsche Erstausstrahlung | Englischer Titel                   |
| ------- | -------------------------------- | ------------------------- | ---------------------------------- |
| 1       | Bushtown wählt                   | 04.01.1999                | Trouble Comes To Bushtown          |
| 2       | Gewusst wie!                     | 05.01.1999                | Hooray For Crocowood               |
| 3       | Sabotage                         | 06.01.1999                | Sabotage At Sea                    |
| 4       | Die Königin von Sandy Island     | 07.01.1999                | The Mean Green Queen               |
| 5       | Die Regenmacher                  | 08.01.1999                | The Big Drought                    |
| 6       | Der Abfall-Benzin-Wandler        | 11.01.1999                | The Oil Crisis                     |
| 7       | Invasion der Roboter             | 12.01.1999                | Invasion Of The Robots             |
| 8       | Kürbiswettbewerb in Bushtown     | 13.01.1999                | Battle Of The Pumpkins             |
| 9       | Täuschungsmanöver                | 14.01.1999                | A Town Called Suka                 |
| 10      | Tanzfieber                       | 15.01.1999                | Dance Fever                        |
| 11      | Feuer in Bushtown                | 18.01.1999                | Skippy The Firefighter             |
| 12      | Das neue Krankenhaus             | 19.01.1999                | Calling Doctor Skippy              |
| 13      | Der Vulkanausbruch               | 20.01.1999                | A Fistful Of Opals                 |
| 14      | Krokos Feldzug                   | 21.01.1999                | You’re In The Army Now             |
| 15      | Überschwemmung im Wurzelgras-Tal | 22.01.1999                | Run For The Money                  |
| 16      | Shellys Unterwasserpark          | 25.01.1999                | End Of The World                   |
| 17      | Talent ist nicht alles           | 26.01.1999                | The Sound Of Suka                  |
| 18      | Schatzsucher                     | 27.01.1999                | Underwater Treasure                |
| 19      | Die Bushtown am Abend Show       | 28.01.1999                | Suka The TV Star                   |
| 20      | Bedrohte Natur                   | 29.01.1999                | The Kissing Frog                   |
| 21      | Invasion der Außerirdischen      | 01.02.1999                | Close Encounters Of The Croco Kind |
| 22      | Götter, Geister und Ganoven      | 02.02.1999                | Curse Of The Blue Diamond          |
| 23      | Der Doppelgänger                 | 03.02.1999                | Skippy’s Double Trouble            |
| 24      | Flug zum Mond                    | 04.02.1999                | The First Crocodile On The Moon    |
| 25      | Als die Vögel Bushtown verließen | 05.02.1999                | Bye Bye Birdies                    |
| 26      | Die Entführung                   | 08.02.1999                | The Kidnap Caper                   |

## Produktion und Veröffentlichung
Die Serie stammt von Yoram Gross und basiert auf der erfolgreichen Serie Skippy, das Buschkänguruh aus den 1960er Jahren. Die Produktion geschah durch Yoram Gross EM-TV Pty. Limited.
Die deutsche Erstausstrahlung fand vom 4. Januar 1999 bis zum 8. Februar 1999 bei Super RTL statt. Es folgten Wiederholungen bei Junior und Ki.Ka sowie eine Ausstrahlung durch ORF 1. Vier Folgen erschienen bei Edel Germany auf VHS-Kassette.

### VHS
Edel Germany GmbH in Deutsch
- Skippy-Der Buschpilot 1 – Bushtown wählt
- Skippy-Der Buschpilot 2 – Gewußt wie!
- Skippy-Der Buschpilot 3 – Sabotage
- Skippy-Der Buschpilot 4 – Königin von Sandy Island

## Synchronisation
| Rollenname             | original Synchronsprecher | deutscher Synchronsprecher |
| ---------------------- | ------------------------- | -------------------------- |
| Skippy                 | Jamie Oxenbould           | Sebastian Schulz           |
| Mathilda               | Robyn Moore               | Melanie Hinze              |
| Emma                   | Robyn Moore               | Luise Lunow                |
| Ottilie                | Robyn Moore               | Kerstin Sanders-Dornseif   |
| Bobo                   | Keith Scott               | Horst Lampe                |
| Drücker                | Keith Scott               | Jörg Döring                |
| Kerber                 | Keith Scott               | Marius Clarén              |
| Kroko                  | Keith Scott               | Roland Hemmo               |
| Krokos Bruder          | Keith Scott               | Tim Moeseritz              |
| Pos                    | Keith Scott               | Tim Moeseritz              |
| Professor MacZweistein | Keith Scott               | Werner Ehrlicher           |
| Schieber               | Keith Scott               | Tilo Schmitz               |